# Harrison (Arkansas)
|  | Dieser Artikel wurde aufgrund von inhaltlichen Mängeln auf der Qualitätssicherungsseite des Projektes USA eingetragen. Hilf mit, die Qualität dieses Artikels auf ein akzeptables Niveau zu bringen, und beteilige dich an der Diskussion! Eine nähere Beschreibung der zu behebenden Mängel fehlt. |

Harrison ist eine Stadt im Boone County im US-amerikanischen Bundesstaat Arkansas. Sie ist Sitz der County-Verwaltung (County Seat). Das U.S. Census Bureau hat bei der Volkszählung 2020 eine Einwohnerzahl von 13.069 ermittelt. Das Stadtgebiet hat eine Größe von 26,5 km². Die Stadt ist nach General Marcus LaRue Harrison benannt.
Die Stadt hat eine Tradition des Rassismus: Anfang des 20. Jahrhunderts gab es zwei Rassenunruhen und im späten 20. und frühen 21. Jahrhundert einen Zustrom weißer rassistischer Organisationen. Aus diesem Grund haben eine Reihe von Quellen sie als die rassistischste Stadt Amerikas bezeichnet.

## Sehenswürdigkeiten
- Boone County Heritage Museum
- The Marine Corps Legacy Museum
- Hurricane River Cave
- Mystic Caverns

## Söhne und Töchter der Stadt
- John Paul Hammerschmidt (1922–2015), Politiker
- Gracie Pfost (1906–1965), Politikerin, Mitglied im US-Repräsentantenhaus